# Carè Alto
Le Carè Alto est un sommet des Alpes, à 3 462 m, dans le massif d'Adamello-Presanella, en Italie (Trentin-Haut-Adige). En raison de sa position avancée devant l'ensemble du massif et de son isolement, il est visible depuis l'est à une grande distance.

## Toponyme
On trouve initialement le sommet sous le nom de Corno Alto. Le nom Carè, répandu à l'origine dans le val di Fumo, est rapporté dans l'Atlas tyrolien de 1823. Il semble avoir ses racines dans le mot latin carex, qui désigne une petite plante fréquente dans les terrains marécageux au pied de la montagne.

## Géographie

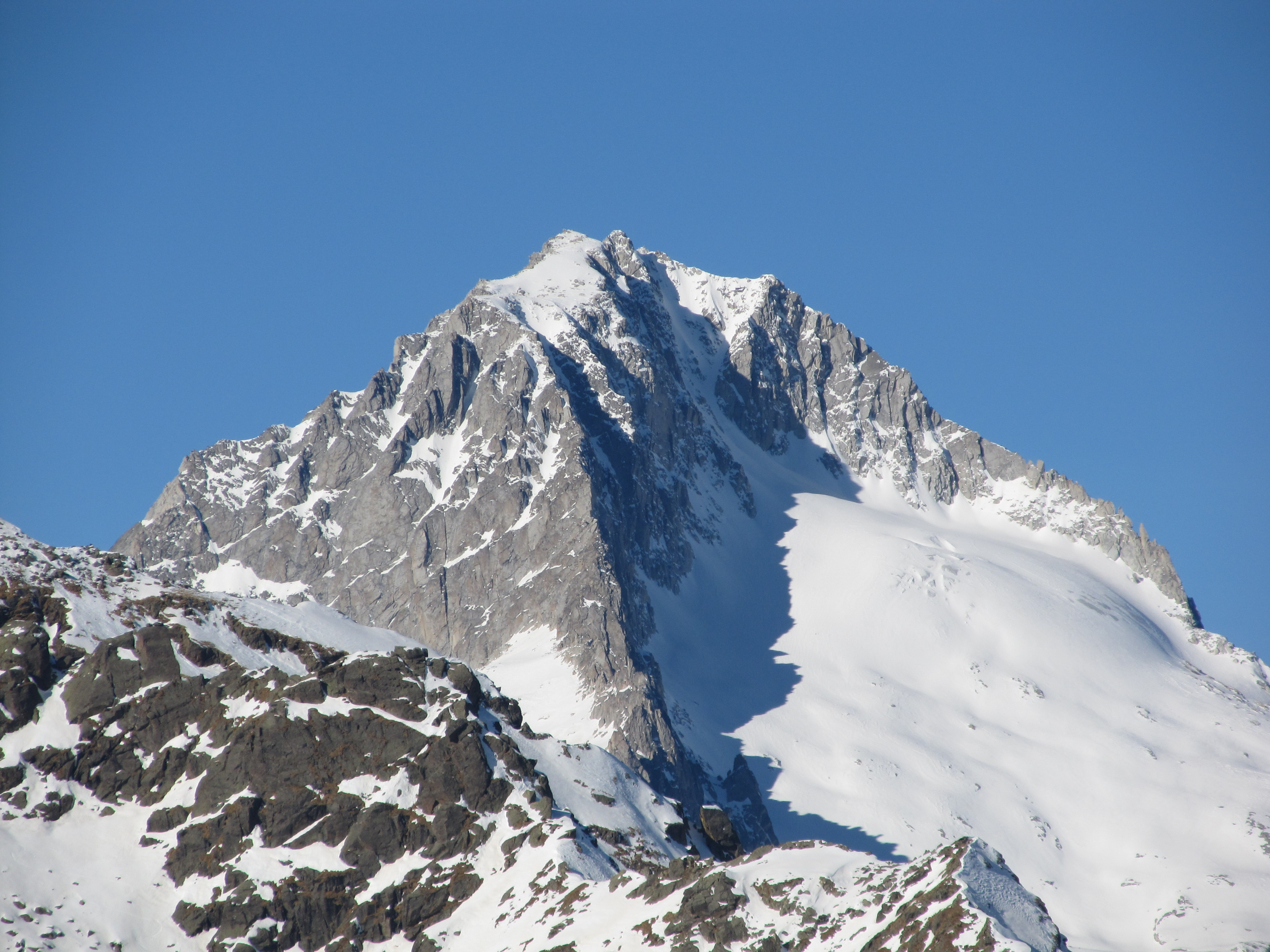
Carè Alto.

Le Carè Alto est situé sur la crête la plus orientale du groupe de l'Adamello, qui s'étend sur 50 kilomètres du val Genova jusqu'à Daone dans une direction nord-sud. Du sommet, descendent deux autres arêtes : l'arête est, sur laquelle se trouve le refuge Carè Alto, et l'arête sud-est, qui descend jusqu'à l'embouchure de la Conca puis s'oriente vers l'est, séparant la vallée de Borzago de la vallée de San Valentino.
Les crêtes est et nord enserrent les glaciers de Lares et de Niscli.

## Première ascension
La première ascension a été réalisée le 8 août 1865 par les Anglais HF Montgomery et S. Taylor, depuis Borzago, en passant par le glacier de Lares. L'Adamello et la Presanella avaient été gravis l'année précédente.

## Itinéraires

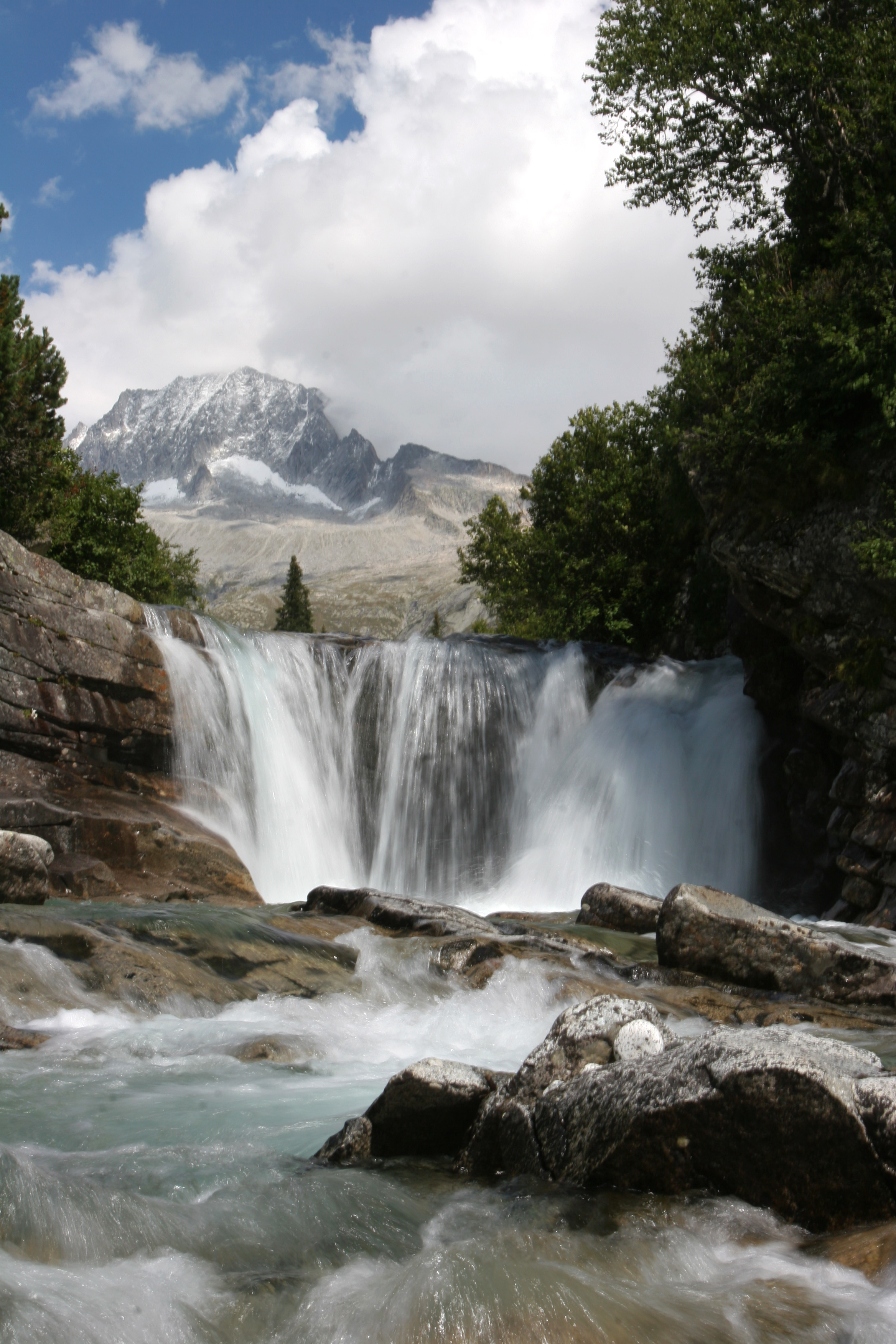
Carè Alto depuis la cascade située en aval du lac de Bissina.

Le Carè Alto est accessible par toutes ses crêtes. Les itinéraires les plus populaires sont ceux qui partent du refuge Carè Alto :
- la voie normale du col de Niscli descend d'abord dans la vallée de Niscli et remonte jusqu'au col de Niscli, à droite du Sass de la Stria. Après un large virage vers le sud le long du glacier de Lares, l'itinéraire monte directement dans la pente raide enneigée (55 degrés) si les conditions sont bonnes, sinon il suit l'arête pour finalement atteindre le piton rocheux final. La durée indicative est de 4 h, pour une difficulté PD- / PD + selon le parcours ;
- l'arête Est commence par la bocchetta del cannone puis continue à travers les moraines en direction du glacier de Conca, qui peut nécessiter des crampons. La voie remonte ensuite vers la crête puis la suit longuement jusqu'à la croix sommitale (4 h 30, difficulté AD-).

Un itinéraire assez fréquenté longe la crête sud-ouest, au départ du bivouac du Segala. Il emprunte un chemin aménagé par les Autrichiens pendant la Première Guerre mondiale, mais l'équipement d'origine est dans un état d'abandon et donc inutilisable. Des sections ont néanmoins été rééquipées avec un câble métallique. Il faut compter 4 h pour atteindre le sommet par cet itinéraire, de difficulté AD+.
Le Carè Alto est une destination populaire pour le ski-alpinisme. L'ascension s'effectue par le glacier de Lares (PD+). De la vallée de Borzago, la voie monte souvent directement au bassin de Niscli sans passer par le refuge ; sinon, pour descendre du refuge dans le bassin de Niscli, il faut passer en amont du Bus de Gat.